# Kamanawa II.
Pogledajte također Kamanawa I.
Kamanawa II., zvan i Kamanawa Opio ili Kamanawa Elua (o. 1785. – 20. listopada 1840.) bio je havajski poglavica.

## Životopis
Kamanawa je rođen oko 1785. godine. Njegov je otac bio poglavica Kepookalani, sin kraljevskog blizanca Kameeiamokua, a majka princeza Alapaiwahine, kći kralja Kalaninuiamamaa. Imao je polubrata Aikanaku, preko kojeg je bio stric Analee Keohokalole.
Bio je nazvan po Kamanawi I., koji je bio brat njegova djeda.
Oženio je Kamokuiki, kćer poglavice Kanepavalea. Dobio je sina Cezara, preko kojeg je bio djed kraljice Liliuokalani i kralja Kalakaue.
Kamokuiki je rodila i kćer Kekahili, ali je Kamanawa čuo glasine da on nije njezin biološki otac. Razveo se od žene i sa ženom zvanom Aulani dobio sina Joela Hulua Mahoea.
Kamanawa i njegov pomoćnik Lonoapuakau otrovali su Kamokuiki, ali su bili otkriveni te je Kamanawi suđeno. Na kraju su njega i njegova pomoćnika objesili.